# Ian Brossat
Pour les articles homonymes, voir Brossat.
Ian Brossat, né le 23 avril 1980 à Fontenay-aux-Roses (Hauts-de-Seine), est un homme politique français.
Membre du Parti communiste français (PCF), il est conseiller de Paris depuis 2008. Il exerce les fonctions d'adjoint auprès d'Anne Hidalgo, maire de Paris, chargé du logement, de l'hébergement d'urgence et de la protection des réfugiés de 2014 à 2023.
Depuis 2018, il est porte-parole du PCF. Lors des élections européennes de 2019, il est à la tête d'une liste qui arrive en dixième position avec 2,5 % des suffrages exprimés.
Il est élu sénateur de Paris le 24 septembre 2023, mettant un terme à son mandat d’adjoint à la Mairie de Paris.

## Situation personnelle

### Origines et formation
Ian Brossat est le fils d'Alain Brossat, professeur de philosophie à l'université Paris-VIII, et de Sylvia Klingberg, sociologue à l'INSERM, une ancienne militante du groupe d’extrême gauche israélien Matzpen ayant émigré en France dans les années 1980 et s’étant engagée à l'extrême gauche à Paris. Membres, l'un et l'autre, de la LCR, ses parents l'initient au militantisme en l'amenant dans des manifestations.
Issu d'une famille juive polonaise, son grand-père maternel, Marcus Klingberg, devenu Israélien en 1948, est condamné pour haute trahison en 1983 à une peine de vingt ans de réclusion par le tribunal de district de Tel-Aviv pour avoir transmis des informations à l'URSS alors qu'il était directeur adjoint scientifique de l'Institut israélien de recherche biologique à Ness Ziona. En février 2016, Ian Brossat publie chez éditions Flammarion le livre L'Espion et l'enfant, qui retrace la vie de son grand-père, à qui il allait rendre visite en prison.
Élève en classes préparatoires littéraires au lycée Henri-IV à Paris, Ian Brossat est reçu à l'École normale supérieure de Lyon (ENS LSH 2000).
Il obtient ensuite l'agrégation de lettres modernes et un DEA en littérature comparée en 2003. Il enseigne à Sarcelles (Val-d'Oise).

### Vie privée
En 2011, Ian Brossat révèle son homosexualité sur le site internet Yagg. Il se marie en 2013 à la mairie du 18e arrondissement de Paris avec Brice, professeur de mathématiques en classe préparatoire au lycée Louis-le-Grand,.

## Parcours politique

### Fonctions au PCF
Ian Brossat adhère en 1997 au Parti communiste français, à 17 ans. Il milite pour ce parti durant ses études et, à l'âge de 22 ans, est élu à la direction de la fédération de Paris du PCF en 2002.
Il se présente aux élections régionales de 2004, sur la liste conduite par Marie-George Buffet. Après avoir été membre du PCF dans les sections des 6e et 7e arrondissement, en 2006 il devient secrétaire de la section du PCF dans le 14e arrondissement, où il a passé une grande partie de son enfance et de son adolescence. Il est élu au Conseil national du PCF la même année. Il devient l'un des principaux responsables de la Fédération de Paris du PCF, successivement responsable des secteurs de la jeunesse, de la formation et de la communication. Il est responsable du secteur « élections » à partir de janvier 2009.
Le 13 décembre 2018, Ian Brossat est nommé porte-parole du PCF, en binôme avec Cécile Cukierman. Il est réélu le 6 mai 2023, toujours aux côtés de Cécile Cukierman, et avec Barbara Gomes, Cathy Apourceau-Poly et Léon Deffontaines.
Le 5 octobre 2019, il succède à Patrice Bessac à la présidence de l'Association nationale des élus communistes et républicains.
En vue de l'élection présidentielle de 2022, il est le directeur de campagne du candidat investi par le PCF, Fabien Roussel.
Il verse chaque mois à son parti une somme correspondant à la différence de salaire entre son mandat d'élu de Paris et sa profession précédente.

### Candidat aux élections législatives
Ian Brossat est candidat aux élections législatives de 2007 dans le 14e arrondissement de Paris, obtenant le score de 2,57 %. Il est nommé ensuite porte-parole du PCF Paris pour les élections municipales de 2008.
Candidat aux élections législatives de 2012 sous l'étiquette du Front de gauche, pour la 17e circonscription de Paris, il obtient 13,19 % des suffrages exprimés et arrive en 3e position derrière le socialiste Daniel Vaillant et l'UMP Roxane Decorte, et ne se qualifie donc pas pour le second tour.
Aux élections législatives de 2017 dans la même circonscription que précédemment, il est éliminé au premier tour, arrivant en 3e position avec 10,35 % des suffrages exprimés, devancé par Danièle Obono, sa suppléante en 2012, élue au second tour sous l'étiquette de La France insoumise.

### Élu de la ville de Paris

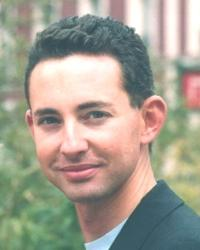
Ian Brossat en 2008.

Aux élections municipales de 2008, il présente sa candidature dans le 18e arrondissement, bastion de la gauche, sur une liste menée par les socialistes Bertrand Delanoë et Daniel Vaillant. Élu conseiller de Paris, il prend la présidence du groupe communiste au Conseil de Paris, succédant à Jean Vuillermoz. Il est ainsi le plus jeune président de groupe du Conseil de Paris.
Au sein de l'assemblée parisienne, il milite en faveur d'une accélération de la construction de logements sociaux, notamment dans le 16e arrondissement, sur les terrains du parc Sainte-Périne. Il fait voter un vœu exigeant que les bailleurs sociaux remboursent systématiquement les charges d'ascenseur lorsque ceux-ci sont en panne. À partir de décembre 2009, il préside une mission d'information visant à améliorer l'entretien des ascenseurs à Paris. Il se prononce en faveur de la construction de tours, à condition qu'elles permettent d'accroître la place du logement et de l'emploi. En juillet 2008, le groupe communiste se démarque de la majorité municipale de Bertrand Delanoë en se prononçant contre la privatisation de la collecte des ordures ménagères à Paris. De même, le groupe communiste s'oppose à la mise en place de la vidéosurveillance à Paris, malgré le soutien du maire de Paris au plan « 1 000 caméras » lancé par la préfecture de police. Ian Brossat est opposé à la légalisation du cannabis, ayant eu à gérer lorsqu'il était professeur des élèves sous l'emprise de cette drogue.
Le groupe communiste obtient la mise en place d'une campagne alertant sur les dangers engendrés par l'usage des crèmes éclaircissantes qui font des ravages dans le 18e, particulièrement à Château Rouge. Au nom du groupe PCF/PG, il demande également à la ville de Paris d'interdire les concerts du groupe de rap Sexion d'assaut en raison de leurs propos homophobes dans leurs chansons et dans la presse.
En 2010, il soutient l'arrangement financier proposé par l'UMP à la mairie de Paris, dans le cadre des enquêtes sur les accusations d'emplois fictifs dont aurait profité le RPR lorsque Jacques Chirac était maire de Paris. L'indemnisation de 2,2 millions d'euros proposée par l'UMP revient, selon lui, à reconnaître la culpabilité de Jacques Chirac.
À la fin de l’année 2012, Bertrand Delanoë lui confie la présidence de la SemPariSeine, l'une des plus importantes sociétés d'économie mixte de la Ville de Paris, qui gère notamment le forum des Halles.
En octobre 2013, il propose avec les élus communistes de Paris de créer un « village d'insertion pour les Roms » dans le 16e arrondissement, puis, interrogé par le Journal du dimanche sur « quel lieu de Paris souhaiteriez-vous changer », il répond la basilique du Sacré-Cœur de Montmartre par un « espace de solidarité ».
En avril 2013, il coécrit un livre avec Jacques Baudrier intitulé Paris n'est pas à vendre, proposant des alternatives à la spéculation immobilière dans la capitale.
À la suite d'un accord conclu sur des listes communes PS-PCF pour les élections municipales de 2014 à Paris, il devient l'un des six porte-parole adjoints de la campagne d'Anne Hidalgo, et figure en 7e position sur la liste socialiste dans le 18e arrondissement. Cette liste obtient 62,4 % des voix au second tour.
Après la victoire de la candidate, il devient, le 5 avril, adjoint à la maire de Paris chargé du logement et de l'hébergement d'urgence. À partir du 6 octobre 2017, il est chargé du logement, de l'habitat durable et de l'hébergement d'urgence. À partir du 15 décembre 2015, Ian Brossat compte en outre parmi les 62 conseillers de Paris élus conseillers métropolitains qui siégent au conseil de la métropole du Grand Paris, dont la première réunion s'est tenue le 22 janvier 2016.
À l'occasion de la parution de son livre Airbnb la ville ubérisée en septembre 2018, Ian Brossat dénonce « l'économie de prédation » à laquelle se livrerait la plate-forme Airbnb en permettant de louer des appartements entiers dans le centre de Paris, et dont découlerait une perte importante de logements pour les demandeurs. Même constatation pour l'achat de résidences secondaires par des professionnels. L'adjoint à la maire chargé du logement souhaite qu'il soit mis fin à ces pratiques par le législateur,,. D'après le journaliste Vincent Jauvert, Airbnb a tenté de recruter d’anciens cadres de la mairie de Paris pour contrer Ian Brossat.
Après son élection au Sénat, Ian Brossat quitte ses fonctions d’adjoint à la maire de Paris le 6 octobre 2023.

### Tête de liste aux élections européennes de 2019
Lors du 38e congrès du PCF, Ian Brossat est désigné tête de liste pour les élections européennes de 2019. Sa performance au débat télévisé du 4 avril sur France 2 est remarquée sur la forme. La liste arrive en dixième position avec 2,49 % des suffrages exprimés, ce qui l'empêche d'obtenir des élus au Parlement européen — fait inédit pour le PCF — et de voir ses frais de campagne remboursés. Il s'agit du score du PCF le plus faible en voix, toutes élections confondues, à l'exception de l'élection présidentielle de 2007 où Marie-George Buffet a obtenu 1,93 % des voix. Les scores départementaux obtenus par la liste Brossat s'échelonnent de 0,9 % (Saint-Martin/Saint-Barthélemy) à 5,8 % (Seine-Saint-Denis).

### Élections municipales de 2020 à Paris

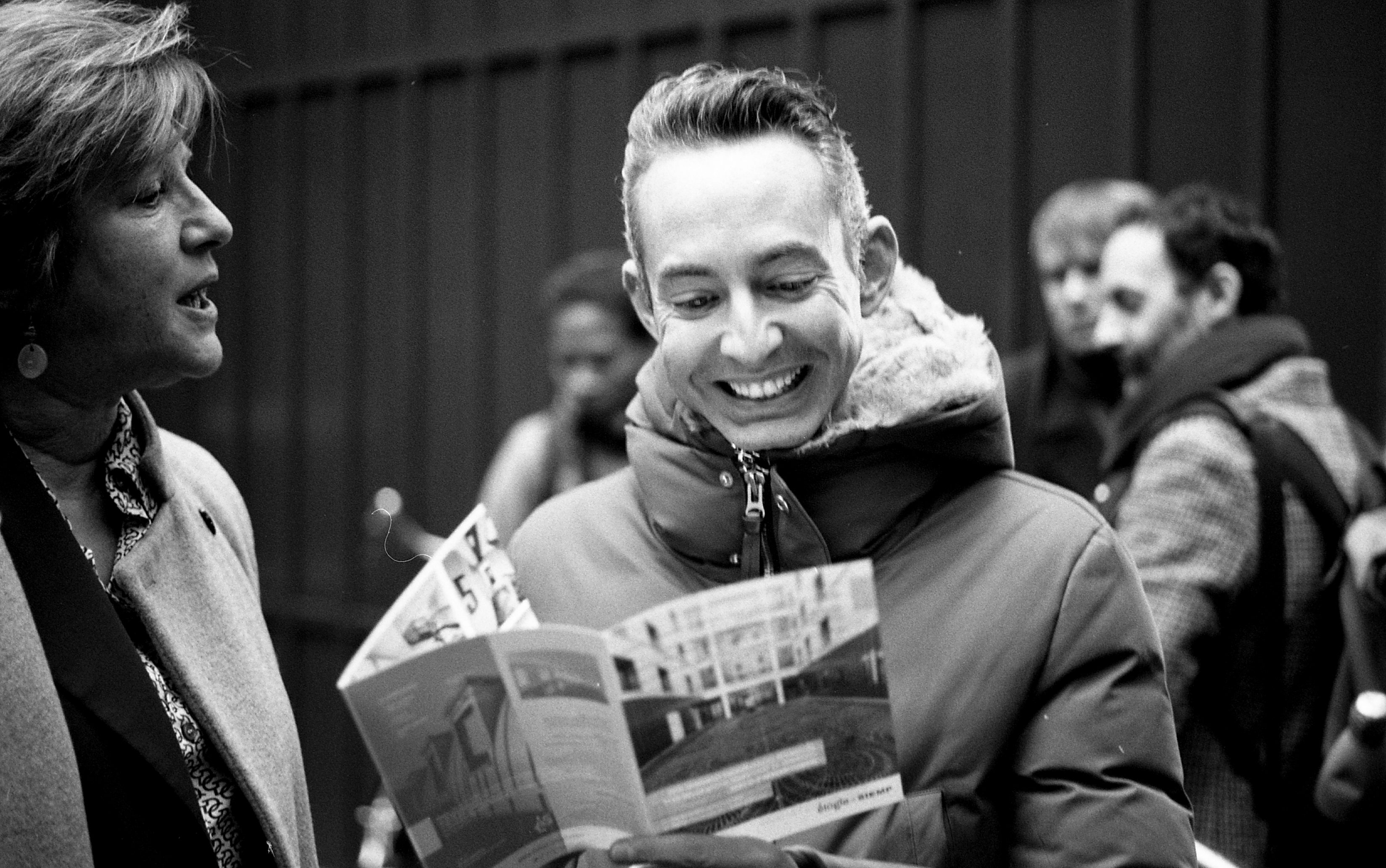
Ian Brossat en 2020.

En juin 2019, Ian Brossat est désigné par le PCF pour mener une liste en vue des élections municipales de 2020 à Paris, tout en déclarant viser un rassemblement de la gauche. Après discussions, un accord est trouvé en décembre pour une alliance avec Anne Hidalgo dès le premier tour.
Dans le 18e secteur, la liste « Paris en commun » — PS, PCF, Place publique, Génération·s, Allons enfants, Pari(s) écolo — menée par Éric Lejoindre s’associe au second tour avec EELV et l'emporte avec 62 % des voix exprimées. Ian Brossat, en troisième position sur la liste, est élu au conseil municipal d’arrondissement et au Conseil de Paris.

### Sénateur de Paris
Placé en troisième position sur la liste « Rassemblement de la gauche et des écologistes », Ian Brossat est élu sénateur de Paris le 24 septembre 2023. 

### Campagne du NFP pour les élections législatives de 2024
Il participe activement à la campagne du Nouveau Front populaire (NFP) en juin et juillet 2024. Le 19 juin, dans un communiqué de presse, le Nouveau Front populaire désigne quatre représentants pour intervenir en débat télévisé. Manuel Bompard (LFI) sur TF1, Ian Brossat (PCF) sur CNews, Olivier Faure (PS) sur France 2 et Marine Tondelier (EÉLV) sur BFM TV,.

## Prises de position
Il apporte son soutien au mouvement des Gilets jaunes à la fin de l’année 2018,.
En septembre 2018, il demande l'interdiction des résidences secondaires à Paris.
Il propose en février 2019, au sujet de l'impôt sur le revenu, de taxer à 80 % la part de revenu située au-delà de 10 000 euros de revenu par mois.
En avril 2019, il se prononce pour la hausse de la taxation du kérosène afin de réduire l'empreinte carbone, et se fait à cette occasion épingler par des internautes, qui lui reprochent d’utiliser l'avion pour des voyages personnels.
Il propose pour la ville de Paris la gratuité des transports en commun pour les moins de 18 ans, la tenue d'un référendum sur l'interdiction d'Airbnb, l'augmentation du nombre de logements sociaux et l'encadrement des loyers.
Le 19 février 2019, à Paris, il participe à un rassemblement contre l’antisémitisme. Le 10 novembre de la même année, il participe à une marche contre l'islamophobie, qui fait l'objet de polémiques,.
Le 12 novembre 2023, il participe à la « marche pour la République et contre l'antisémitisme ».

## Victime d'un appel au meurtre par l'extrême droite
Après les résultats des élections législatives de 2024, le site d'extrême droite Reseau-libre.org appelle à tuer quatre personnalités politiques de gauche, dont Ian Brossat, en diffusant leurs adresses personnelles. Selon le site, il s'agit d'attaquer « des cibles qui assument leur statut d’ennemi » de l'extrême droite,. Le site place Ian Brossat dans une « liste des candidats à la balle dans la nuque ».

## Synthèse des résultats électoraux

### Élections législatives
| Année | Parti        | Parti | Circonscription | 1er tour | 1er tour | 1er tour | Issue   |
| Année | Parti        | Parti | Circonscription | Voix     | %        | Rang     | Issue   |
| ----- | ------------ | ----- | --------------- | -------- | -------- | -------- | ------- |
| 2007  |              | PCF   | 11e de Paris    | 1 002    | 2,57     | 5e       | Éliminé |
| 2012  | 17e de Paris | PCF   | 3 769           | 13,19    | 3e       |          | Éliminé |
| 2017  | 17e de Paris | PCF   | 2 730           | 10,35    | 3e       |          | Éliminé |

### Élections européennes
Les résultats ci-dessous concernent uniquement les élections où il est tête de liste.
| Année | Parti | Parti | Circonscription | Voix    | %    | Rang | Sièges obtenus |
| ----- | ----- | ----- | --------------- | ------- | ---- | ---- | -------------- |
| 2019  |       | PCF   | France          | 564 949 | 2,49 | 10e  | 0 / 79         |

## Publications
- Avec Jacques Baudrier, Paris n'est pas à vendre : Propositions face à la spéculation, Paris, Éditions Arcane 17, 2 avril 2013, 76 p. (ISBN 978-2-918721-23-9)
- Avec Valérie Péronnet, L'Espion et l'enfant, Paris, Éditions Flammarion, 24 février 2016, 247 p. (ISBN 978-2-08-137523-9)
- Airbnb la ville ubérisée, Montreuil, Éditions la ville brûle, 6 septembre 2018, 160 p. (ISBN 978-2-36012-099-4)